# Sint-Jacobuskerk (Haasdonk)

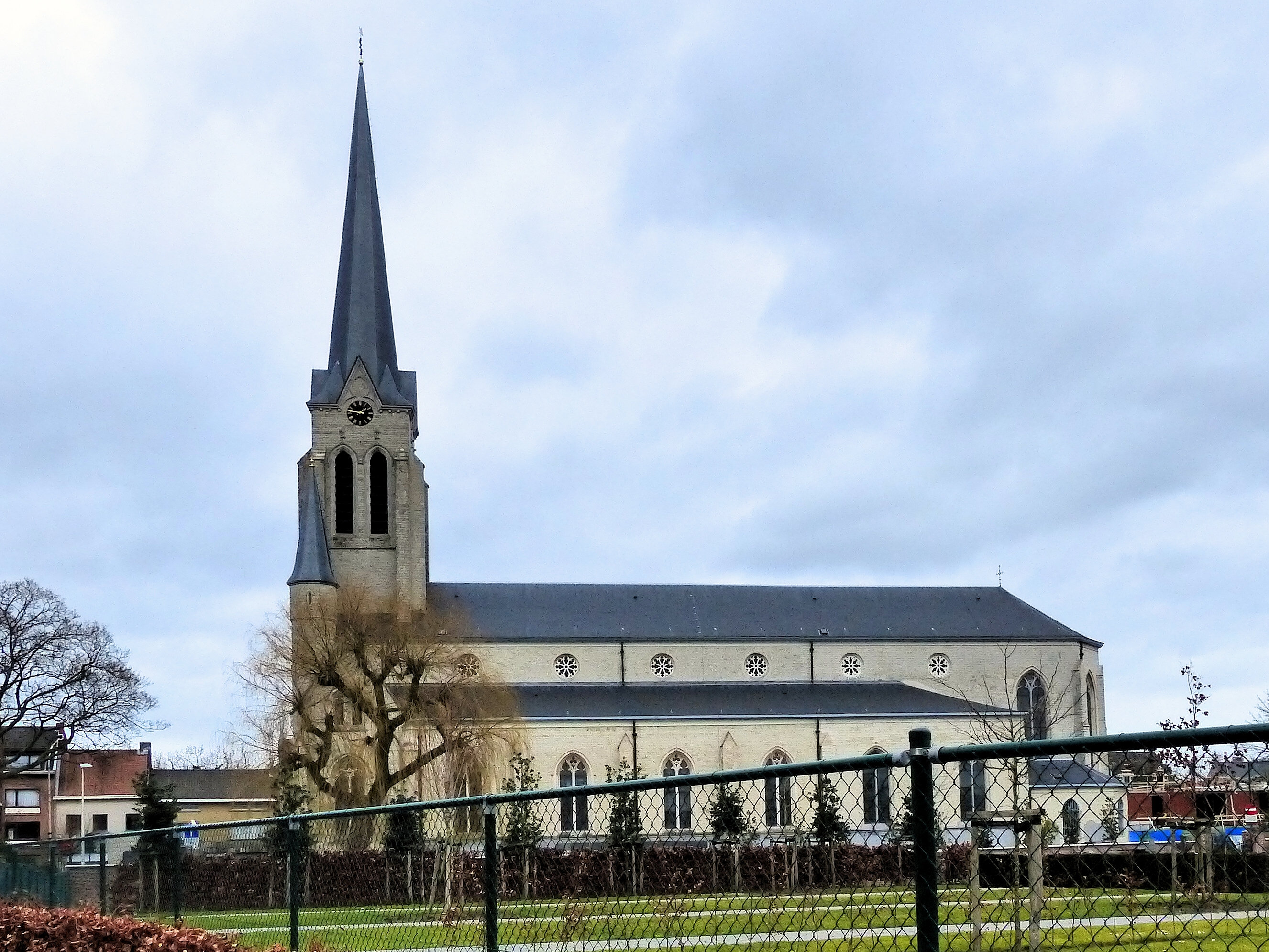
Sint-Jacobuskerk

De Sint-Jacobuskerk is de parochiekerk van de tot de Oost-Vlaamse gemeente Beveren behorende plaats Haasdonk, gelegen aan de Keizerstraat 1.

## Geschiedenis
In 1150 scheidde de parochie van Haasdonk zich af van die van Melsele. Er stond toen al een kerk, die in de 13e eeuw nog werd verbouwd en in 1576 tijdens de godsdiensttwisten werd verwoest door Spaanse troepen. Na 1583 kon de kerk worden hersteld. Verbouwingswerkzaamheden vonden plaats in de 17e en 18e eeuw, waarbij een kerk in barokstijl ontstond. In 1666 werd een Onze-Lieve-Vrouwekoor gebouwd, in 1674-1681 een zuidelijke zijbeuk, in 1719 de westgevel en in 1731 een sacristie. In 1844 begonnen de werken voor de vergroting en vernieuwing van de kerk. Architect was Lodewijk Roelandt, en na diens dood (1864) was het Edmond Serrure. De werken waren echter onderhevig aan tal van vertragingen maar uiteindelijk ontstond, vooral van 1868-1872, een neogotisch bouwwerk met een schip van 57 meter lengte en een toren van 65 meter hoog. In 1872 werd de nieuwe kerk ingewijd.
Op 29 december 2024 vond de laatste wekelijkse eucharistieviering plaats.

## Gebouw
Het betreft een georiënteerde neogotische basilicale kerk met ingebouwde westtoren en driezijdig afgesloten koor. Het geheel werd gebouwd in zandsteen.

## Interieur
Het interieur wordt overkluisd door kruisribgewelven. Het kerkmeubilair is overwegend neogotisch. Een aantal voorwerpen zijn afkomstig uit de vroegere kerk zoals de preekstoel (1689) in barokstijl. De communiebank is van 1715. Schilderijen zijn: Onthoofding van de Heilige Jacobus de Meerdere door Cornelis de Vos (1627); de Marteldood van Sint-Sebastiaan door Gaspar de Crayer (1654) en de Kroning van Maria door J.B. De Mangeleire (1728). Vijf 18e-eeuwse schilderijen in de doopkapel verbeelden de sacramenten.
Enkele 17e- en 18e-eeuwse grafstenen werden in de zijkapellen ingemetseld.